# 2998 Berendeya
2998 Berendeya је астероид главног астероидног појаса са средњом удаљеношћу од Сунца која износи 2,422 астрономских јединица (АЈ).
Апсолутна магнитуда астероида је 14,3.